# Bauptois
Das Bauptois (ausgesprochen: botoa) ist eine Landschaft im normannischen Cotentin. Die Ortschaften des Bauptois gehören sämtlich zum Département Manche. Namengebender ehemaliger Hauptort des Bauptois ist Baupte, heute ist es Carentan.
Das Bauptois ist eine Sumpflandschaft, die im Winter unter Wasser stehen kann, und die durch den Fluss Douve entwässert wird. Darüber hinaus ist der Wald von Saint-Sauveur-le-Vicomte bemerkenswert.
Das Bauptois war im Mittelalter eines von vier Archidiakonaten des Bistums Coutances (die drei anderen sind: La Hague, Val de Saire und Valognes). Dem Archidiakon des Bauptois unterstand bis zum 15. Jahrhundert die kirchliche Jurisdiktion für die Inseln Jersey und Guernsey.
Die heilige Adelheid, Adela von Frankreich († 1079), Tochter des Königs Robert der Fromme und Ehefrau des Herzogs Richard III. von Normandie, führte den Titel einer „Gräfin von Contenance“, und damit einer Grafschaft, die nicht identifizierbar ist. Hierzu schreibt David C. Douglas in „Wilhelm der Eroberer Herzog der Normandie“: „… verlieh zu Beginn des zweiten Viertels des 11. Jahrhunderts Herzog Richard III., der Onkel des Eroberers, seiner Frau Adela sämtliche pagi von Saire, La Hague und Bauptois im äußersten Norden des Cotentin“.
Koordinaten: 49° 18′ 21,9″ N, 1° 21′ 29″ W